# Temporada 1933-1934 de l'EC Granollers
En el marc del XX aniversari de la fundació del club, fou aquesta una temporada d'importants debuts pel Granollers Sport Club, amb estrenes a la Primera Categoria del Campionat de Catalunya i a la Tercera Divisió del Campionat d'Espanya. Entremig de les competicions oficials, l'equip participà en el torneig amistós Copa Conde-Oliveres. En l'aspecte polític, i a través del seu delegat federatiu Joan Maria Xiol i Gasset, el club va liderar i canalitzar les propostes dels equips modests que pressionaven la Federació a mantenir la Primera Categoria catalana amb format de 8 equips, davant la intenció d'aquella de reduir-la altre cop a 6 equips al final de temporada.

## Fets destacats
1933
- 3 de setembre: en el sorteig del calendari l'atzar va fer que el primer partit que hauria de disputar el Granollers a la Primera Categoria fos a casa davant el FC Barcelona, coincidint a més amb la Festa Major local. En un camp ple a vessar, el Barça s'endugué la victòria per 1 a 4.[1]
- 8 de setembre: la primera victòria a la màxima categoria catalana arribaria tot just a la segona jornada, també a casa davant el Girona, per 4 a 1.[2]
- 26 de novembre: debut a la Tercera Divisió de la lliga espanyola amb una clara victòria davant el Badalona per 5 a 2.[3]

1934
- 22 d'abril: el Granollers derrotava per 7 a 1 el UE Sants, recentment coronat campió de Segona Categoria Preferent.[4]

## Plantilla
| Jugador   | PJ | GM | GE |
| --------- | -- | -- | -- |
| Argemí    | 28 |    |    |
| Lluch     | 28 | 14 |    |
| Sala      | 25 | 1  |    |
| Guix      | 24 | 2  |    |
| Garí      | 22 | 10 |    |
| Torres    | 17 |    |    |
| Galvany   | 15 | 8  |    |
| Santfeliu | 14 |    |    |
| Lladó     | 14 |    | 2  |
| Colomer   | 14 |    |    |
| Valls     | 14 |    |    |
| Mateu     | 13 |    | 32 |
| Vila      | 13 | 3  |    |
| Ortuño    | 10 | 1  |    |
| Costa     | 10 | 3  |    |
| Carmona   | 10 | 4  |    |
| Gallofré  | 9  |    | 25 |
| Iniesta   | 7  |    | 11 |
| Ribes     | 7  | 6  |    |
| Cases     | 5  | 3  |    |
| Ponsà     | 5  | 2  |    |
| Sastre    | 4  | 2  |    |
| Rifé      | 3  |    |    |
| Bartolomé | 1  |    |    |
|           |    | 59 | 70 |

| Mateu Santfeliu Lladó Argemí Sala Torres Lluch Vila Garí Galvany Guix |
| Temporada 1933-1934: onze tipus                                       |

## Calendari
| 1a volta | 1a volta    | 2a volta   | 2a volta |
| 1-4      | Granollers  | Barcelona  | 1-2      |
| 4-1      | Granollers  | Girona     | 2-0      |
| 1-1      | Palafrugell | Granollers | 3-3      |
| 2-1      | Granollers  | Badalona   | 3-1      |
| 3-1      | Sabadell    | Granollers | 5-2      |
| 0-3      | Granollers  | Espanyol   | 0-3      |
| 2-7      | Granollers  | Júpiter    | 0-4      |

| Posició | J  | G | E | P | GF | GC | DG | Punts |
| ------- | -- | - | - | - | -- | -- | -- | ----- |
| 6è      | 14 | 4 | 2 | 8 | 22 | 38 | 16 | 10    |

| 1a volta | 1a volta    | 2a volta   | 2a volta |
| 1-1      | Palafrugell | Granollers | 2-4      |
| 7-1      | Granollers  | Sants      | 0-2      |
| 5-2      | Terrassa    | Granollers | 0-2      |
| 2-1      | Badalona    | Granollers | 2-4      |
| 2-1      | Granollers  | Martinenc  | 5-2      |

| Posició | J  | G | E | P | GF | GC | DG | Punts |
| ------- | -- | - | - | - | -- | -- | -- | ----- |
| 3r      | 10 | 6 | 1 | 3 | 28 | 18 | 10 | 13    |

| 1a volta | 1a volta   | 2a volta   | 2a volta |
| 5-2      | Granollers | Badalona   | 1-3      |
| 7-1      | Girona     | Granollers | 4-1      |
| 2-0      | Granollers | Júpiter    | 0-2      |

| Posició | J | G | E | P | GF | GC | DG | Punts |
| ------- | - | - | - | - | -- | -- | -- | ----- |
| 3r      | 6 | 2 | 0 | 4 | 10 | 18 | 8  | 4     |